# اسلحه تک‌تیرانداز ای‌دبلیوپی

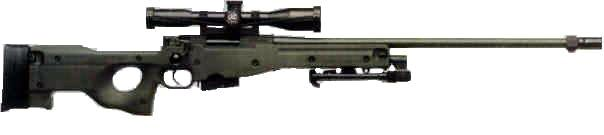
اسلحه تک تیرانداز ای دبلیوپی

اسلحه تک‌تیرانداز ای‌دبلیوپی (به انگلیسی: Accuracy International Arctic Warfare) (یا به اختصار:AWP) یک تفنگ تک‌تیراندازی گلنگدنی است که توسط شرکت بریتانیایی اکیورسی اینترنشنال طراحی و ساخته شده‌است. از زمان معرفی این اسلحه در دهه ۱۹۸۰ ای‌دبلیوپی برای استفاده‌های شخصی، پلیس و نیروهای نظامی شهرت یافته‌است. این مدل دارای ویژگی‌هایی است که عملکردش را در شرایط بسیار سرد بالا می‌برد (اساساً نامگذاری اسلحه نیز به سبب همین ویژگی صورت گرفته‌است) و البته بدون اینکه در شرایط نه چندان دشوار عملکرد اسلحه کاهش یابد.